# 2-alchino-1-olo deidrogenasi
La 2-alchino-1-olo deidrogenasi è un enzima appartenente alla classe delle ossidoreduttasi, che catalizza la seguente reazione:
2-butine-1,4-diolo + NAD+ ⇄ 4-idrossi-2-butinale + NADH + H+
L'enzima opera su una grande varietà di 2-alchin-1-oli, ed anche sul 1,4-butandiolo. Utilizza anche il NADP+ come accettore, ma agisce più lentamente.